# New York State Capitol
Das New York State Capitol ist Sitz der Legislative des Bundesstaates New York. Es befindet sich in dessen Hauptstadt Albany. Am 29. Januar 1979 wurde das Gebäude zur National Historic Landmark erklärt. Als Contributing Property eines Historic Districts ist es Teil des Lafayette Park Historic Districts.
Vor dem Gebäude befindet sich eine Reiterstatue von General Philip Sheridan die von John Quincy Adams Ward und Daniel Chester French, geschaffen wurde, French ist besser bekannt als der Schöpfer der Statue des Lincoln Memorial in Washington D.C.

## Gebäude

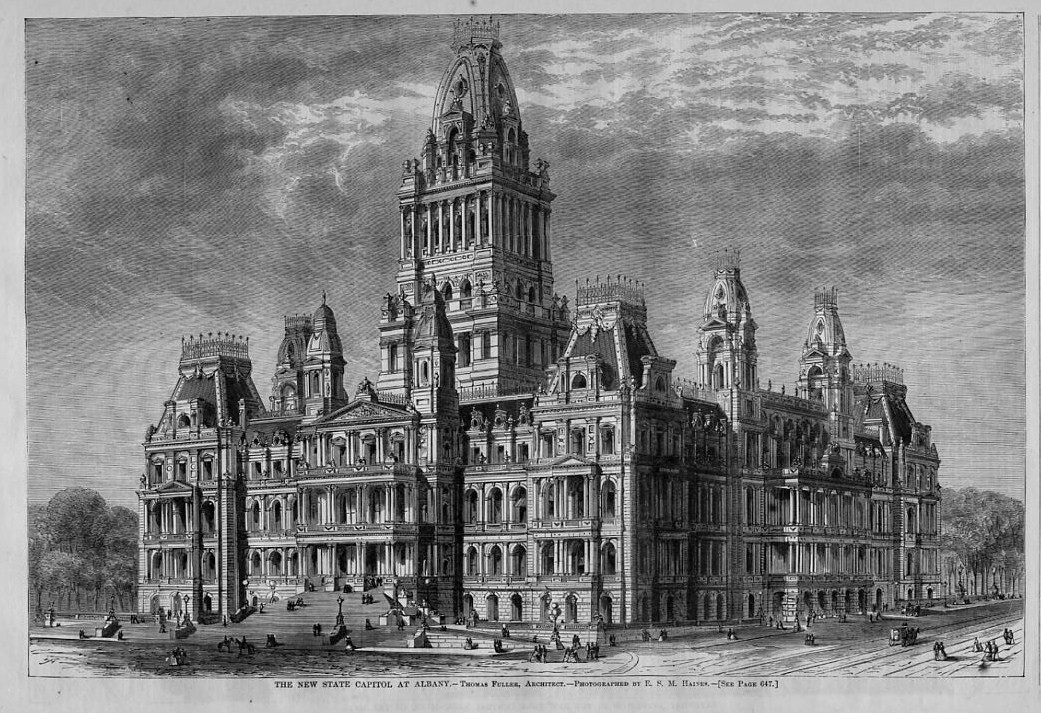
Thomas Fullers Planungen (1869)

Die Arbeiten begannen 1867 und dauerten 32 Jahre. Aufgrund der erstaunlich hohen Kosten von  US$ 25.000.000, was aktuell etwa einer halben Milliarde US-Dollar entspricht, wechselten mehrfach die Architekten, allesamt führende Architekten ihrer Zeit. Hierdurch variieren Stil und Gestaltung zwischen den einzelnen Geschossen:
- 1867–75 gestaltete Thomas Fuller das Erdgeschoss im Stil der Neoromanik;
- 1875–83 gestalteten Leopold Eidlitz und Henry H. Richardson die folgenden zwei Stockwerke im Stil der Neorenaissance;
- 1883–99 übernahm Isaac G. Perry die Vollendung des Gebäudes und fügte den ursprünglichen Entwürfen Anleihen viktorianischer Architektur hinzu.[5]

Die Fassade wurde mit weißem Granit verkleidet und im Inneren wurde viel Marmor verwendet. Aufgrund des dadurch erzeugten hohen Gewichts des Gebäudes bildeten sich schon bald Risse und das Fundament senkte sich. Das Gebäude drohte in Richtung State Street abzudriften. Um dies zu verhindern, wurde der Süd-Ost-Fassade eine breite, 51 m lange Freitreppe als Gegengewicht vorgesetzt. Auf die von Perry geplante Kuppel und sonstige Dachaufbauten musste zudem verzichtet werden. Somit ist es eines von bundesweit zehn State Capitols ohne Kuppel.

## Innenausbau

Great Western Staircase (1902)

Von Richardson stammt auch das üppige westliche Treppenhaus (Great Western Staircase), auch Million Dollar Staircase genannt. Allein dessen Bau hat 14 Jahre in Anspruch genommen. Die Treppe hat 444 Stufen und erreicht über 36 Meter Höhe.
Der Plenarsaal war ursprünglich von einem auf vier Granitpfeilern ruhenden Kreuzgewölbe aus Sandstein überdacht. Der Saal galt als einer der beeindruckendsten öffentlichen Räume seiner Zeit, das Gewölbe als das mit der größten Spannweite weltweit. Nach Feststellung der statischen Mängel wurde eine Kassettendecke eingezogen, um die Abgeordneten vor möglichen herabfallenden Teilen zu schützen. Somit wurde der Raum seines ursprünglichen Charakters beraubt.

## Galerie

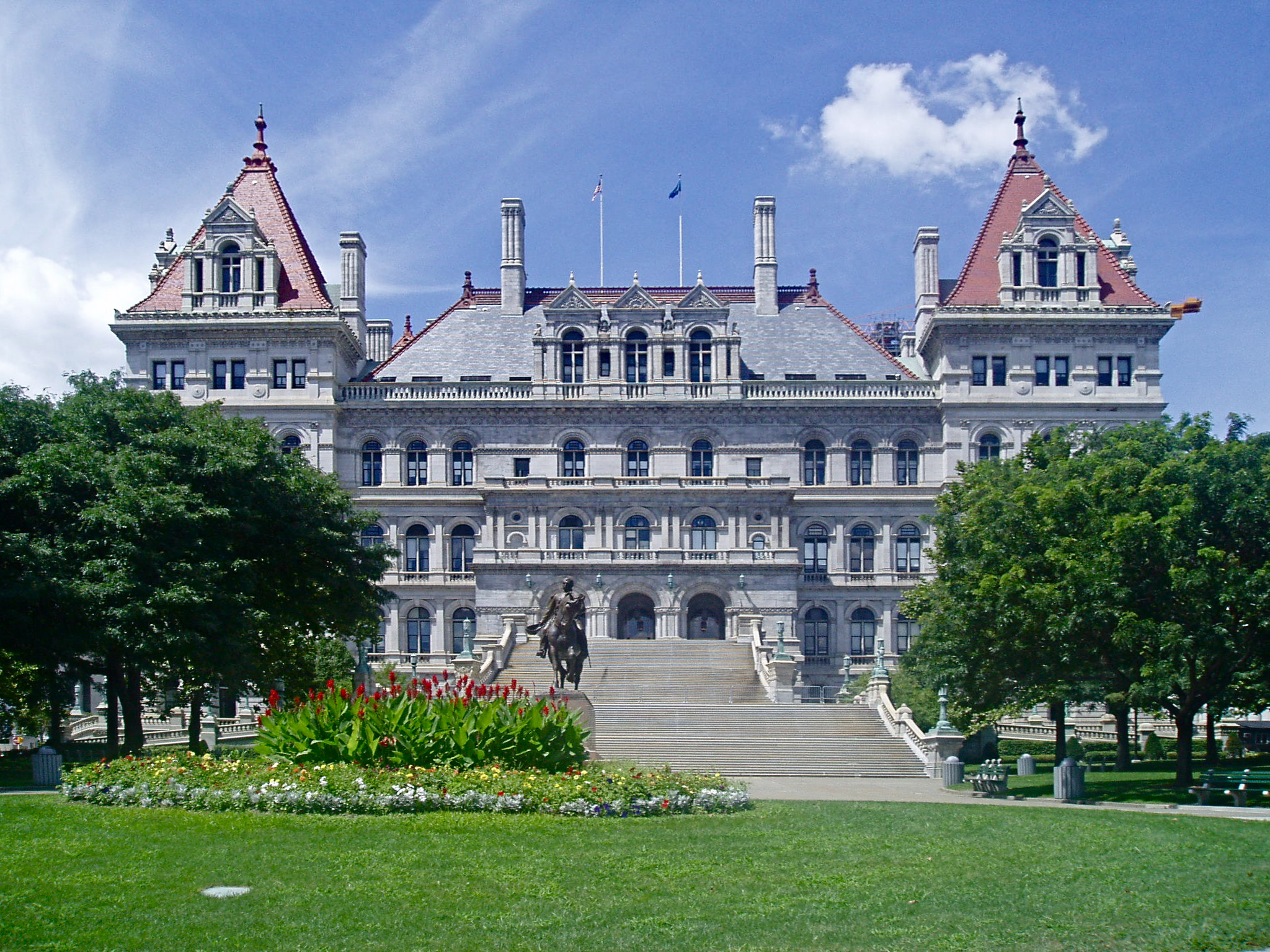
Blick aus Südost auf die Freitreppe
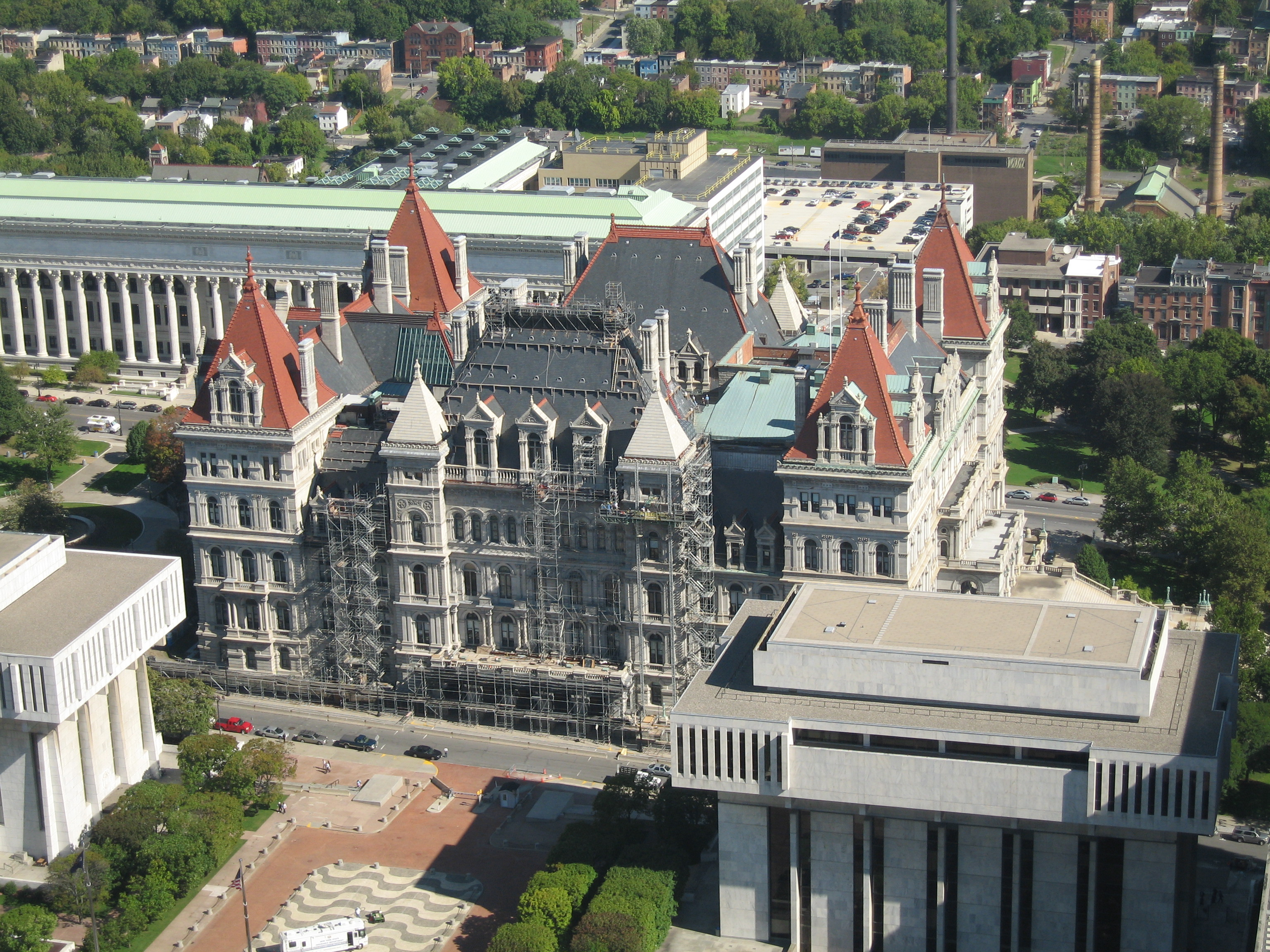
Blick vom Corning Tower
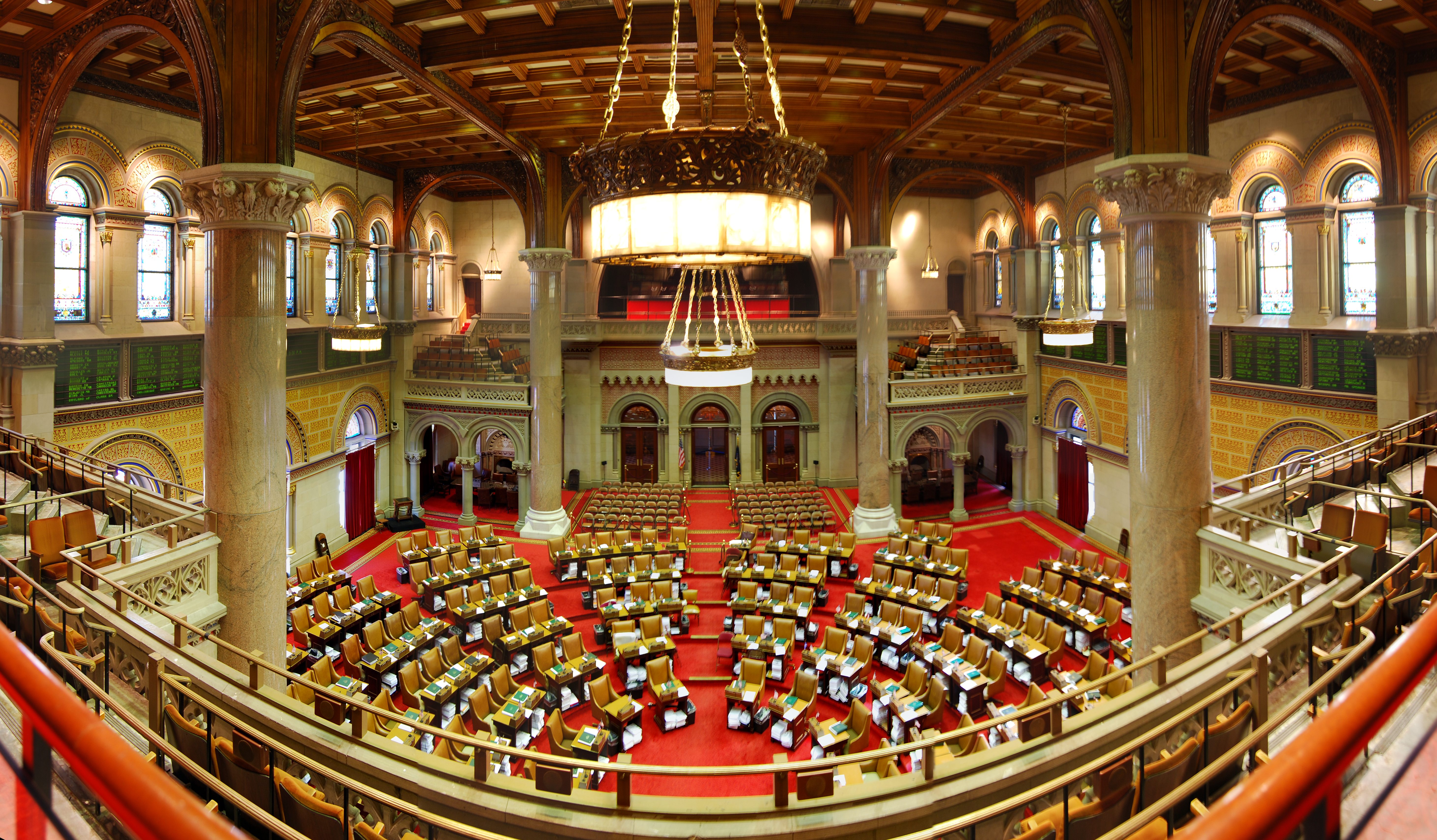
Panorama der Kammer der New York State Assembly